# Antologie 1960–1995
Antologie 1960–1995 je kompilační album české hudební skupiny Spirituál kvintet, vydané v roce 1994.
Album se skládá ze dvou CD a vyšlo také v roce 2003 v reedici u hudebního vydavatelství Sony.

## Seznam skladeb
| CD1            | CD1                                  | CD1   |
| Pořadí         | Název                                | Délka |
| -------------- | ------------------------------------ | ----- |
| 1.             | Nobody's Fault But Mine              | 1:45  |
| 2.             | Zelené pláně                         | 2:54  |
| 3.             | Širý proud                           | 2:47  |
| 4.             | Doney Gal                            | 3:30  |
| 5.             | Virginie                             | 3:04  |
| 6.             | Černošské ghetto                     | 2:55  |
| 7.             | Ryl, jen celej den ryl               | 2:56  |
| 8.             | Kayandra                             | 4:11  |
| 9.             | Růžička                              | 2:30  |
| 10.            | Pavana za deset švestkových knedlíků | 2:31  |
| 11.            | Batalion                             | 2:42  |
| 12.            | Kocábka                              | 2:55  |
| 13.            | Až vzlétnou ptáci                    | 2:56  |
| 14.            | Dál, dál tou vodou                   | 3:05  |
| 15.            | Zlatá klec                           | 2:55  |
| 16.            | Poutník a dívka                      | 5:08  |
| 17.            | Jablíčka                             | 3:27  |
| 18.            | Zklamaná láska                       | 3:49  |
| 19.            | Dívka ze mlejna                      | 2:41  |
| 20.            | Chaloupka                            | 4:26  |
| 21.            | Pocestný                             | 3:03  |
| 22.            | Kumbaya                              | 2:49  |
| Celková délka: | Celková délka:                       | 70:06 |

| CD2            | CD2                          | CD2   |
| Pořadí         | Název                        | Délka |
| -------------- | ---------------------------- | ----- |
| 1.             | Maják                        | 3:10  |
| 2.             | Žízeň                        | 3:37  |
| 3.             | Starý příběh                 | 2:59  |
| 4.             | Tak jen pojď                 | 2:17  |
| 5.             | Mlýny                        | 2:59  |
| 6.             | Válka růží                   | 2:58  |
| 7.             | Ukolíbavka                   | 2:39  |
| 8.             | Náš tatíček nebožtíček       | 4:17  |
| 9.             | Povídajú ludé                | 3:04  |
| 10.            | Ta unínská rula              | 1:41  |
| 11.            | Trudova žena                 | 2:10  |
| 12.            | Za svou pravdou stát         | 2:35  |
| 13.            | Už se nechci vzdát           | 4:32  |
| 14.            | Beránek a vlk                | 1:53  |
| 15.            | Až se k nám právo vrátí      | 2:24  |
| 16.            | Oh, Freedom                  | 4:25  |
| 17.            | What Month Was Jesus Born in | 2:20  |
| 18.            | Scandalize My Name           | 1:32  |
| 19.            | Haú, bílou plání             | 7:27  |
| 20.            | Mirelaridrón                 | 1:15  |
| 21.            | Osel Jerry                   | 2:18  |
| 22.            | Vláček                       | 3:21  |
| 23.            | Dvě báby                     | 3:31  |
| 24.            | Jednou budem dál             | 3:09  |
| Celková délka: | Celková délka:               | 73:58 |